# Шервинский, Евгений Васильевич
Евгений Васильевич Шервинский (25 мая 1878, Москва — 1 февраля 1942, там же) — русский советский архитектор, представитель основных течений в архитектуре 1-й половины XX в. — неоклассицизма, конструктивизма, «сталинского» классицизма; мастер садово-паркового искусства, один из крупнейших советских архитекторов-реставраторов, член-корреспондент Академии архитектуры СССР.

## Происхождение. Род Шервинских
Евгений Шервинский родился в 1878 году, жил в Москве, в доме в Померанцевом переулке в семье Василия Дмитриевича Шервинского, известного врача, основоположника эндокринологии в России. С 14 лет — также и в усадьбе в Черкизове под Коломной, которую в 1892 году его отец, работавший врачом при Правлении Рязанско-Козловской железной дороги, купил у последних князей Черкасских (по, может вовсе не случайному, совпадению, основателем Черкизова был предок чебышёвской линии родства Шервинских Иван Серкиз).
Происходил из старинной польско-русской семьи. Основатель русской линии рода Ян Матиас (или Иоганн Матвей) Шервинский (2-я пол. XVIII в.), обедневший шляхтич, был выходцем из Польши и в России занимал должность штаб-лекаря. Женившись на Пелагее Павловне Чебышёвой, породнился со старинными и знаменитыми русскими родами: вторая жена его деда была из рода Апухтиных, её внук Дмитрий Апухтин был женат на Марии Фонвизиной, их дочь Наталья была первым браком за декабристом Михаилом Фонвизиным (племянником знаменитого писателя Д. Фонвизина), вторым — за Иваном Пущиным. Это родство было дальним, но в семье помнилось, свойственники состояли в переписке, а Наталья Дмитриевна Фонвизина впоследствии называла прадеда Евгения Васильевича, Дмитрия Ивановича, «дорогим племянником» (кстати, именно он, работая в ведомстве соляных копей в Сибири, сообщил Фонвизиным о разрешении вернуться из ссылки в их имение под Бронницами). От брата Пелагеи Чебышёвой Льва Павловича пошла большая ветвь рода Чебышёвых, и знаменитый математик Пафнутий Чебышёв приходился ей внучатым племянником. От Чебышёвых пошли новые ветви — Тарасенковых, Лопатиных, они состояли в близком родстве с Гончаровыми (и, соответственно, с Пушкиными).
Старинная семья Шервинских была небогата (в отличие от Чебышёвых), жила скромно и знала бедность, все состояли на службе и много работали, достаточно рано войдя в круг так называемой дворянской интеллигенции. Внук Яна Матиаса Шервинского, Василий Дмитриевич, отец Евгения Васильевича, был известнейшим в России врачом — благодаря ему начали работать целые отрасли научной и практической медицины, был основан ряд институтов.

## Образование. Учителя
Е. В. Шервинский учился в 3-й классической гимназии в Москве, затем закончил отделение естественных наук физико-математического факультета Московского университета у К. А. Тимирязева по специальности «ботаника» (с дипломом I степени). Пойдя по пути естественника, он, однако, увлекался живописью и занимался в мастерских художников К. Ф. Юона и В. И. Мешкова, изучал историю искусства у академика С. В. Ноаковского. Мастерская Юона, кстати, находилась в доме Московского общества врачей на Арбате, которое сдавало ему верхние этажи. Живописных работ Евгения Васильевича не сохранилось, только на некоторых фотографиях можно видеть его у мольберта.
В 1905 г. Евгений Васильевич поступил в Московское училище живописи, ваяния и зодчества (его учителем в это время был архитектор И. Рерберг), которое окончил с отличием в 1911 г. Во время пребывания на последних курсах училища и, видимо, в первые годы после него, он работал помощником у известных архитекторов Ф. А. Когновицкого, А. Ф. Мейснера и Ф. О. Шехтеля, опыт совместной работы с которыми оказался в будущем весьма ценным. Так, судя по датам, время работы Шервинского с Когновицким и Мейснером совпадает с датами строительства ими московских клиник. Кроме того, по проектам Когновицкого до 1920-х гг., а позже, в 1920-е годы Шервинского, были построены все трамвайные павильоны в Москве.

## Черкизовская школа

Школа в Черкизове (Коломенский район). Архитектор Е.В. Шервинский. 1910-1911.

В юности, ещё студентом-ботаником, Шервинский проектирует земельный участок и сад в Черкизове,— его горку, засаженную пармскими фиалками, местные жители помнят до сих пор, и фиалки до сих пор в этом месте встречаются. В 1910—1911 гг. в качестве дипломной работы для Училища он проектирует сельскую школу в Черкизове (Шервинские построили её на свои средства), выполнив её в неорусском стиле. Его приметы легко опознаются в скошенном окне, повторяющем марш лестницы, в стилизованных орнаментах по фасаду, в жгуте, протянутом над окнами по линии фасада, в массивности форм,— все детали из псковской архитектуры XVII вв. Уже в 1912 году он был избран членом Московского Архитектурного Общества,— свидетельство признания его профессионализма.

## Строительство Лечебницы для душевнобольных на Донской
Через 2 года, в 1912—1913 гг., поворот стиля в его творчестве — возведение комплекса (всего 9 корпусов) частной лечебницы душевнобольных Н. Н. Баженова и С. Л. Цетлина («Клиника неврозов» на Донской улице, 43), законченного к 1914 г. (проект опубликован в ежегоднике Московского архитектурного общества от 1914 г.). Этот заказ Шервинский получил, может быть, не случайно — имя его отца было известно очень широко; видимо, сказался и опыт работы с Когновицким, строившим амбулаторию на Яузской улице (строительство больниц отличалось спецификой и, несомненно, требовало технического опыта в работе с этого рода постройками; возможно, Шервинский был его помощником) и Мейснером, строившим несколько клиник в Москве как раз в годы, когда с ним работал молодой Шервинский. Здание Лечебницы — одно из лучших сооружений Москвы в стиле неоклассицизма, в его самой строгой, сдержанной и одновременно камерной форме. Корпусы Лечебницы окружал замечательный французский парк — с беседкой, партерами, рядами куртин.

Комплекс построек частной лечебницы душевных больных Н. Н. Баженова и С. Л. Цетлина. Архитектор Е. В. Шервинский. 1912—1914

В 1915 г. с началом Первой мировой войны Шервинский был мобилизован на фронт санитаром Красного Креста. Его жена (из семьи знаменитых музыкантов и оперных учителей Ральф-Агац), будущая солистка оперы Большого театра, Маргарита Карловна, окончив курсы сесетр милосердия и оставив малолетнюю дочь на попечение родных, добровольно поехала вслед за мужем. В семейном архиве сохранился альбом военных фотографий Евгения Васильевича — он неожиданный: архитектурные виды, пейзажные парки, архитектурные детали. Через 3 года Шервинский был демобилизован и в том же году поступил в Государственные реставрационные мастерские Народного комиссариата Просвещения (ныне Центральные реставрационные мастерские имени И. Э. Грабаря). На протяжении нескольких лет после Октябрьской социалистической революции он избирался секретарём Московского Архитектурного общества.
Обращение к классицизму (архитектурному и парковому) при проектировании Лечебницы оказалось для Шервинского судьбоносным: занимаясь с 1916 г. по 1931 гг. архитектурной реставрацией, он работал большей частью над зданиями эпохи классицизма (конца XVIII и 1-й половины XIX в.) и, по сути, стал одним из пионеров научной реставрации архитектуры в советское время. Шервинский понимал классицизм как бы изнутри — как профессиональный архитектор, сам неоклассик по убеждению; необычайно важным оказалось и его понимание мира природы и чувство ландшафта. Классицизм в своей рациональности, кажется, «исправлял» природу, но, на самом деле, проистекало это от веры в её внутреннюю логику, от веры в возможность сотворчества с нею. Интересно, и с человеческой, и с профессиональной точки зрения, что на протяжении всех этих лет Шервинский внимательно изучал парковую архитектуру (в том числе и выезжая за границу и посещая знаменитые ансамбли вилл и дворцов Европы).

## Реставрационные проекты 1916—1931 гг
Основной круг реставрируемых Е. В. Шервинским в 1916—1931 гг. построек — был он диктуемым или личным выбором — характерен; из самых главных — бывшая Шереметьевская больница (Институт скорой помощи имени Склифосовского, арх. Е. Назаров, Дж. Кваренги, 1792—1803, 1803—1807 гг.), Петровский дворец (Академия воздушного флота, арх. М. Казаков, И. Таманский, 1775—1783 гг., 1826—1836 гг.), Пашков дом (здание Ленинской библиотеки, арх. В. Баженов, 1784—1788 гг.), 1-я Градская больница (арх. О. Бове, 1828—1832 гг.), Дом Губина на Петровке (арх. М. Казаков, сер. XVIII в., 1790 г.), Московский университет (М. Казаков, Д. Джилярди, 1782—1793 гг., 1817 г.), Манеж (О. Монферран, О. Бове, 1823—1825 гг.), Дом Липгарт (он же — дом Лобанова-Ростовского, арх. Ф. Кампорези, 1790-е гг.) на Мясницкой, Мамонова дача на Воробьёвых горах (арх. И. Жеребцов?, С. Чевакинский?, 1756—1761 гг.), павильоны дома Найденова (санаторий «Высокие горы», арх. Д. Джилярди, А. Григорьев, 1829—1831, 1836 г.), особняк князя Гагарина на Поварской (Управление Московского государственного коннозаводства, арх. Д. Джилярди, 1822—1826 гг.), здание Академии художественных наук (бывшая мужская гимназия Поливанова, арх. Ф. Соколов?, А. Таманян, 1820, 1841, 1915 гг.) на Пречистенке, здание Военных складов (Московский кригскомиссариат, «Дом Бирона», арх. Н. Легран, 1778—1780 гг.) у Устьинского моста, Яузская больница для чернорабочих (больница имени Медсантруд, арх. Р. Казаков, М. Кисельников, Е. Назаров, 1796—1802 гг.), дом Барышникова (также Мясницкая больница, арх. М. Казаков, 1793—1796, 1797—1802 гг.), Ново-Екатерининская больница (арх. М. Казаков, О. Бове?, 1780-е, 1825—1828 гг.). В этом списке — только те здания, реставрация которых носила характер большой архитектурной работы, включала научное описание, обследование, серьёзные переделки-восстановления. Часть архитектурно-восстановительных работ предполагала и реконструкцию парков, но, по сути, их новое проектирование в духе памятника (по большей части парки к XX в. уже погибли или были сильно изменены). В архиве Шервинского сохранился проект Бироновского парка при кригскомиссариате,— забытая великолепная работа уровня высокого шедевра.
Видимо в 1910-е годы, Евгений Васильевич проектирует решётку (сейчас пропавшую) перед фасадом усадебного дома Шервинских в Черкизове по мотивам решётки усадьбы Усачевых-Найденовых в Москве. Уже позже, в 1930-е гг., он научно обследовал, фиксировал и восстанавливал насаждения московского домовладения Льва Толстого, руководил реставрационными работами в парке Кусково, консультировал работы по реставрации парков в Архангельском и Останкине.

## После Октябрьской революции 1917 года Шервинский — архитектор конструктивизма
Годы революции и начало 1920-х гг. отразились на семье Шервинских, как и на всех, тяжело (по воспоминаниям родных, бедность была такова, что Е. В. Шервинский специально научился шить обувь, которой обеспечивал родню), однако благодаря известности В. Д. Шервинского, за ним сохранился дом в Померанцевом переулке, но усадьба в Черкизове была национализирована, «как бывшее нетрудовое имение», хозяйство, устроенное Евгением Васильевичем (15 га) в 1914 г. по передовым для того времени технологиям с учётом новых достижений агрономической науки, загублено.
В середине 1920-х гг. с началом массового строительства в Москве и в стране, с необходимостью возведения большого числа типовых сооружений, профессионализм Шервинского был востребован: одновременно с Реставрационными мастерскими он работал в «Санстрое» Московского Коммунального хозяйства (МКХ), долгое время — в Московском управлении трамваев («Московские городские железные дороги»), для которых выполнял как типовые, так и оригинальные проекты общежитий, домов отдыха, проектировал здания душей, трамвайные павильоны, разработал дизайн трамвайных вагонов, проектировал и руководил архитектурной частью при строительстве квартирных домов в Дангауэровской слободе, Тюфелевой роще, Дубровке и др. местах.
Эти проекты Шервинского выполнены в духе и стиле времени — в конструктивизме: геометрические объёмы, срез угла, сочетание ломаных скатов, высокие трубы, уравновешивающие композицию, поднятый угол, прямоугольные окна-проёмы лентой, круглое окно на пустом поле в углу или под крышей. В них — полное отсутствие классического декора, механистичность сопоставлений геометрических форм и… классические пропорции, лишающие архитектурное сооружение сухости, являющие тектонику сооружения как бы в очищенном виде.
В русле конструктивизма в 1920-е годы Шервинским было осуществлено около 20 проектов квартирных домов для рабочих и служащих: 5 зданий в посёлке «Дангауэровка» (Дангауэровская слобода) — среди них отличные образцы: дом на ул. Пруд-Ключики, 5; дом на Авиамоторной, 49/1, спроектированный вместе с И. А. Звездиным; 2 здания в Тюфелевой роще, общежития для рабочих в районе пос. Петровское-Разумовское (Красностуденческий проезд, 9), здание у бывшего Симонова монастыря (сейчас на территории завода), здание общежития Коммунистической академии (ныне учебные и жилые дома РГГУ на ул. Чаянова), общежитий Тимирязевской академии (на Лиственничной аллее), здание общежития для рабочих в Покровском-Стрешневе, жилое здание с конторами «Новостроитель».
Судя по сохранившимся фотографиям интерьеров общежития в Тюфелевой роще, они были решены скорее не в конструктивизме, но в генетически родственном ему, достаточно редком в России и любимом на Западе ар-деко. Шервинский безупречно угадал самый подходящий в истории архитектуры тип, в котором сочетаются жёсткие геометрические формы и деталь,— это Египет, намёк на который деликатный, почти неуловимый, но умный, безупречно точный: деревянные устои отделаны более тонкими деревянными брусами (пучок стеблей у египетской колонны), зажаты деревянными муфтами. Отличными художественными решениями (несколько выбивающимися из конструктивистской системы или, наоборот, её оригинально интерпретирующими) следует признать обработку мелкими квадрами по зигзагу ограждения у здания бани-прачечной (?) и дугой обходящего её с угла пандуса. Постройки Шервинского (как конструктивистские, так и позднейшие — санаторные здания в стиле классицизма 30-х годов) отличаются лёгкостью и «неконструктивистской» художественностью: в конструктивистских он добивается этого меняющимся с разных ракурсов силуэтом, большими окнами с дробной расстекловкой, в классицистических — аркадами, лёгкими портиками, большими проёмами.
Несомненной удачей стоит признать и трамвайные павильоны на разводных стрелках (например, павильон в Марьиной роще) — вовсе незаметная для горожанина архитектура. Оставшиеся из них обезображены (павильон у поворота улицы 10-летия Октября к Новодевичьему монастырю).
Заказов в это время было великое множество: стране требовались малобюджетные унифицированные и функционально удобные здания банков (для альбома Цекомбанка),

Типовое здание Мосгорбанка. Архитектор Е.В. Шервинский. 1920-е.

Здание Мосгорбанка. Архитектор Е.В. Шервинский. 1920-е.

аптек, детских садов и яслей, гостиниц, столовых, зданий для технических служб, которые и были осуществлены в основном по проектам Шервинского (лишь несколько из них сохранилось, правда, не всегда в узнаваемом виде). Конструктивизм Шервинского профессионален, но по духу своему он экспериментатором не был и его более интересовали красота и чистота формы, чем идея и схема. Здание клуба фабрики «Красные текстильщики» треста «Пестроткань» в Голутвине (нередко по ошибке приписывается В. Н. Владимирову; снесен в конце 1990-х гг.) представляло собой сочетание нескольких функционально различных объёмов (входная часть, зрительный зал на 650 мест, клубные комнаты, библиотека и др.) в асимметричной композиции. Общее объёмное решение, большие стеклянные витражи, разные по форме оконные проёмы в сочетании с глухими стенами придавали сооружению скульптурную выразительность и монументальность.

## Садово-парковые проекты Шервинского
Странным на первый взгляд кажется то, что одновременно со столь кажущейся антиклассической конструктивистской линией, в деятельности Шервинского присутствует чистая классическая. Касается это, правда, его любимого рода архитектурной работы — садово-паркового проектирования (он, видимо, и более его ценил, судя по записям о своих работах, где мимоходом — о конструктивистских постройках, но подробно и почти с чувством гордости — о проектах партеров, парков и т. п.). Перемена в архитектурной судьбе Евгения Васильевича наметилась в 1923 г., когда Алексей Щусев и Иван Жолтовский — два столпа предреволюционной и советской архитектуры — пригласили его руководить художественной планировкой (то есть проектированием партеров и парка) Сельскохозяйственной и кустарно-промышленной выставки (ныне территория Парка культуры и отдыха имени М. Горького).
С этого времени Шервинский в основном занимался садово-парковой архитектурой. Здесь, как нельзя кстати, сошлись его образование и опыт естественника и архитектора, любовь к классицизму и понимание его как бы «изнутри» (из опыта реставрационной деятельности). В прямом смысле слова, проекты Шервинского уникальны — это не просто планы и композиции, павильоны и архитектурные идеи. Он внимательно, с профессионализмом ботаника подбирает породы деревьев и сорта растений, планирует высотность с расчётом на будущее изменение силуэтов насаждений, колористические композиции. Он фактически остался последним и единственным знатоком в области садово-паркового искусства — старинного, сложного, очень требовательного к себе и даже капризного. Шервинский владеет его азами прекрасно: его проекты и макеты дают ясное представление о том, как свободно он варьирует приёмы французского (регулярного, правильного), английского (свободно-живописного и романтического) и итальянского (террасного, с перголами, видовыми перспективами) садов, исходя из местности, сути заказа. В парковые планы он внедряет мотивы множества ансамблей, находя в них «ключевые» формы: так, например, в оформление зелёной зоны стадиона «Сталинец» — мотивы форума Траяна в Риме, в других угадываются мотивы Версальского парка Ленотра, английского парка в усадьбе Стоу в Англии, и т. п.
По этим проектам архитектор много строит,— это перголы, летние театры, беседки, фонтаны, открытые портики, ворота, спортивные площадки, кафе, лестницы,— все в больших и камерных ансамблях, со статуями, вазонами и т. п. (планировка и озеленения стадиона «Сталинец» — ныне «Локомотив», проект сквера на Театральной площади перед Большим театром, проект озеленения дома Военвода в Москве и др.). Одновременно Шервинский был одним из первых разработчиков оформления зелёных зон городов, которые осуществились лишь в советское время (проект озеленения жилых кварталов для рабочих — при «Мосстрое», проекты озеленения жилых кварталов в Москве, проекты озеленения посёлка с парком в Иваново-Вознесенске (1926 г., по приглашению проф. Л. А. Веснина и проф. Н. Я. Колли), озеленения улиц Алма-Аты, Баку, Нальчика). Все эти работы Шервинского стали образцовыми — он сам был автором учебных наглядных пособий по озеленению и типовой технической застройке, в которой стал пионером, а его проекты — образцовыми.
К сожалению, главные и масштабные создания архитектора — проект Парка культуры и отдыха в Сормове (тогда пригород Нижнего Новгорода) с проектами сооружений (цирк типа Шапито, летний театр, зимний звуковой кинотеатр, ресторан, кафе, трибуны, эстрады, павильоны, киоски, фонтаны, входы), детальными чертежами и спецификацией пород насаждений на 200 га и проект оформления территории Сталинградского тракторного завода или были сильно искажены (Сормовский парк) или полностью погибли (Сталинградский завод). Справиться с подобными проектами мог только архитектор, не «впадавший в мелочность», умеющий чувствовать масштаб и перспективу, в которых не терялись бы строения, тактично бы строилась эмоциональная линия поведения человека. Всемерное использование условий местности, её понижения и разности в высотах доведено в этих его проектах до высокой степени совершенства: организованные территории органично включены в окружающий ландшафт, архитектоника и нетронутая природа объединены общим художественным замыслом, ритмичное построение при нарочитой замкнутости создаёт в отдельных частях мотив пространства, кажущегося безграничным.

## Санатории и парковые ансамбли Черноморского побережья Кавказа
Ещё одна область архитектурной и садово-парковой деятельности Е. В. Шервинского последних десяти лет его жизни, тоже забытая и никем не изученная,— санатории и парковые ансамбли черноморского побережья Кавказа: проект парка санатория Псырцха (теперь ему возвращено название Новый Афон), оформление и реконструкция части парка в Гаграх с проектами летнего театра, кафе, спортивного дома и др. сооружений, проект Приморского бульвара, проект Медицинского Корпуса санатория КСУ (Комиссии содействия учёным) в Кисловодске (1935), гостиница в Боржоме, оформление автострады Сочи-Мацеста.
К сожалению, собственные записи о проектах Е. В. Шервинского касаются лишь времени до 1935 г., хотя по разным косвенным сведениям (упоминаниям или стилистическим признакам), требующим работы в архивах, ему принадлежит ещё целый ряд строений. Все эти проекты в целом отвечали господствующей архитектурной идее эпохи 1930-х годов с её полным отказом от экспериментальных конструктивизма и функционализма и переориентацией к стабильному и величественному классицизму. Однако если для одних это была магистральная линия, работать в которой они были обречены, для других, немногих (а среди них замечательный неоклассик и убеждённый палладианец Иван Жолтовский) — человеческая и художественная позиция, осуществление веры во вневременность классики, в её необходимость, но и в возможность её творческого переосмысления, «продолжения». Так и Шервинский «продолжал», всячески обыгрывая темы знаменитых итальянских парковых ансамблей, — виллы Ланте и виллы Джулия (именно они вызывают самые близкие ассоциации с сооружениями и парками санаториев, им построенных.

## Шервинский — график
Ещё одна забытая современной большой архитектурой и архитектурой малых форм область, в которой Шервинский был настоящим художником — его архитектурная графика (сейчас, кажется, погибший род профессиональной архитектурной деятельности). Его листы с проектами тонко проработаны, всегда композиционно безупречны (что было сложно, так как многие проекты оформляются «с птичьего полёта» и с угла), с хорошими отмывками теней, замечательно нарисованным природным окружением. Возможно, профессиональное владение художественной архитектурной графикой было у Шервинского от его учителя в истории искусства С.-В. В. Ноаковского, одного из лучших архитектурных графиков первой трети XX века. Кстати, и макеты парков и парковых строений Шервинский выполнял своими руками.

## Преподавательская деятельность

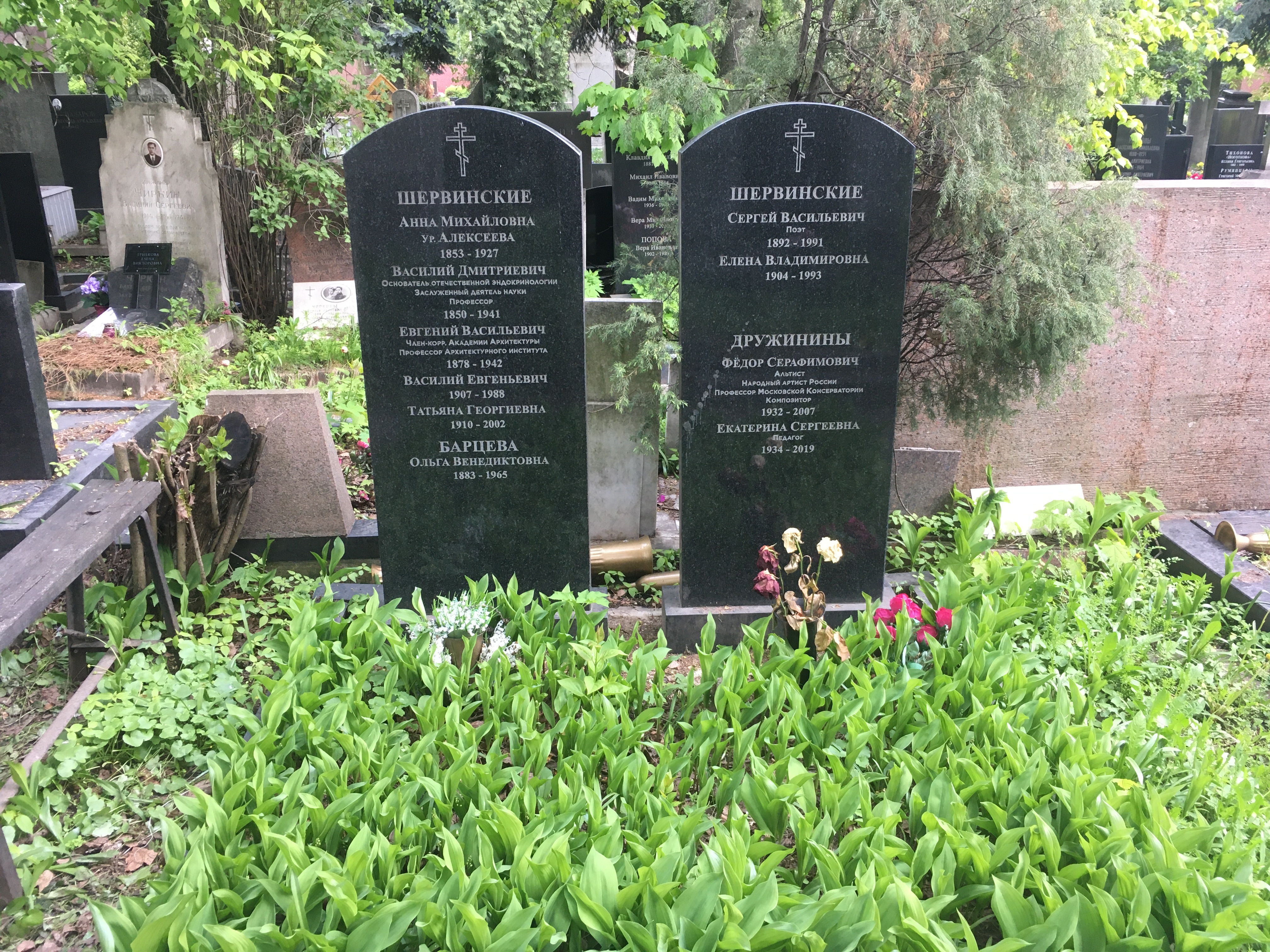
Семейное захоронение Шервинских.

Евгений Васильевич много сил тратил на научную и просветительскую деятельность: по многочисленным реставрационным проектам готовил исследовательские и технические доклады, много выступал с лекциями. В 1933 г. он был избран профессором, в 1941 г.— членом-корреспондентом Академии архитектуры СССР. Состоял председателем Секции зелёного строительства в Союзе архитекторов, был ответственным секретарём и членом жюри многих архитектурных конкурсов (в том числе на проект Дворца советов и Ленинской библиотеки). Из теоретических трудов напечатаны издательством Академии архитектуры: в «Проблемах архитектуры» — «Озеленение автодорог и проект озеленения автострады Сочи-Мацеста», в «Проблемах садово-парковой архитектуры» — «Проблема освоения наследия садово-паркового искусства» (1936 г.).
В 1930-е гг. архитектор не только проектировал, но анализируя по литературе и в натуре лучшие образцы садово-паркового искусства, собрал обширный материал и методически его обработал, превратив в статьи и учебные пособия. С 1931 г. по 1941 г. он читал лекции в Московском архитектурном институте сначала как доцент, затем — профессор и зав. кафедрой основ дендрологии и садово-паркового искусства. В конце 1930-х годов ему был заказан учебник по садово-парковому искусству на материале его лекций. Летом 1941 года Шервинский сдал в Государственное издательство Всесоюзной Академии Архитектуры рукопись (около 19 а.л.), но во время пожара, вспыхнувшего в издательстве от попавшей фугасной бомбы, набор книги погиб, оставшийся машинописный вариант был утерян в годы войны. В 1942 году Евгений Васильевич Шервинский умер (похоронен на Новодевичьем кладбище).